# Росошка
Росо́шка (укр. Росішка) — село в Великобычковской поселковой общине Раховского района Закарпатской области Украины.
Население по переписи 2001 года составляло 1144 человека. Почтовый индекс — 90622. Телефонный код — 3132. Занимает площадь 12.4 км². Код КОАТУУ — 2123686501.